# گسل ایپک
گسل ایپک یکی از گسل‌های قدرتمند البرز مرکزی است. سازوکار این گسل معکوس و شرق به غرب است. حریم این گسل در محدوده بوئین زهرا است.

## لرزه خیزی
این گسل در سال‌های اخیر فعالیت‌های زیادی داشته است و بر اساس مطالعات انجام شده قدرت لرزه زایی این گسل ۸ ریشتر است. از این گسل به عنوان یکی از عوامل تهدید کننده شهر تهران یاد شده است.
این گسل عامل زمین‌لرزهٔ ۱۰ شهریور ۱۳۴۱ بوئین زهرا و زمین‌لرزهٔ ۱ تیر ۱۳۸۱ بوئین زهرا بوده است.